# Tetraneuris linearifolia
Tetraneuris linearifolia là một loài thực vật có hoa trong họ Cúc. Loài này được (Hook.) Greene miêu tả khoa học đầu tiên năm 1898.